# Score clinique
Un score clinique est un outil d'aide à la décision médicale, agrégeant en une seule valeur plusieurs observations cliniques. Il consiste à pondérer des signes  (anamnèse, examens paracliniques…)  pertinents pour les agréger en une seule valeur numérique, représentative du diagnostic ou du pronostic.

## Le score comme classificateur
Comme outil de test diagnostic, la qualité d'un score dépend de sa sensibilité et spécificité. On utilise souvent la courbe ROC pour vérifier la valeur discriminatoire d'un score ; et plus spécifiquement pour déterminer la valeur seuil du score à considérer pour classer le patient comme "malade" ou  "non malade".

## Limites
Les variations de score ne sont pas forcément proportionnelles à l'intensité de la maladie : une variation de 1 point ne représente pas forcément le même degré d'évolution de la maladie lorsqu'on se situe à une extrémité ou  à l'autre du score.